# Lebia bitaeniata
Lebia bitaeniata är en skalbaggsart som beskrevs av Louis Alexandre Auguste Chevrolat. Lebia bitaeniata ingår i släktet Lebia och familjen jordlöpare. Inga underarter finns listade i Catalogue of Life.